# Jardin d'émail

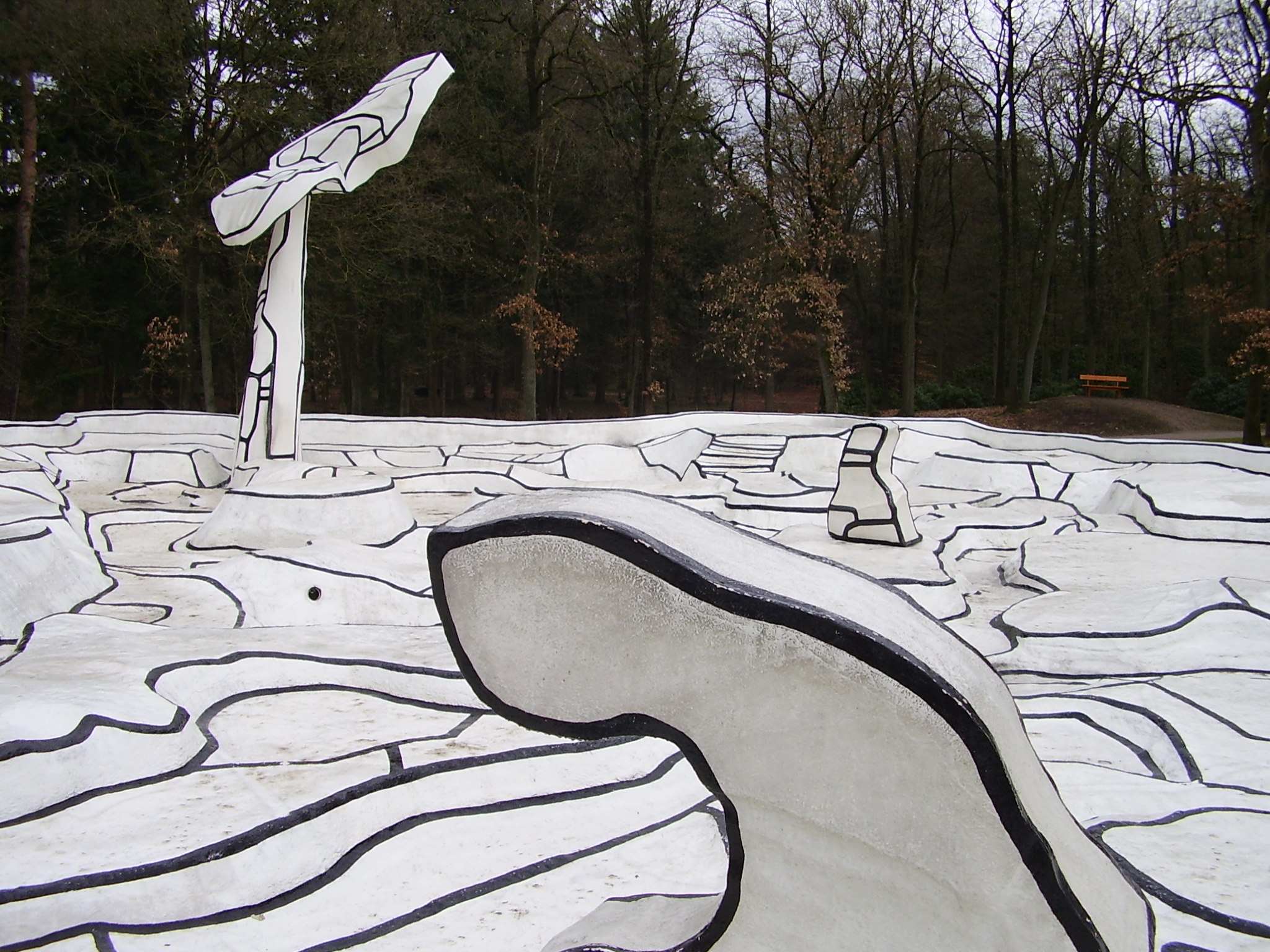

Le Jardin d'émail est une sculpture monumentale de Jean Dubuffet réalisée en 1974. Elle est installée dans le jardin du musée Kröller-Müller dans le parc national De Hoge Veluwe à proximité d'Otterlo aux Pays-Bas.

## Description
Le Jardin d'émail a été réalisé en 1974 selon les plans de 1968 que Dubuffet avait déjà réalisés. Le tout est fait en béton et époxy peint au polyuréthane et prend une surface de 600 m2. 

## Œuvre d'art totale
Comme pour la Closerie Falbala ou le Jardin d'hiver, Dubuffet a créé ici une œuvre d'art totale, c'est-à-dire une installation dans laquelle le visiteur peut entrer et qui stimule tous les sens. Dans le Jardin d'émail, on peut toucher les éléments, marcher dedans ou encore y jouer. 
Le contraste est particulièrement fort entre l'œuvre noire et blanche et la nature qui l'entoure. Elle s'inscrit dans la continuité de la série des Hourloupe de l'artiste, où il crée des lignes instinctives, qui mettent en valeur les reliefs lorsqu'il s'agit de sculptures. Ici, il a voulu créer « une sorte de confrontation permanente entre l'antinature hourloupéenne et la nature environnante : un jardin d'artifices dans un jardin de vrais arbres et de vrai gazon ». 